# 青山 (歌手)
青山（1945年2月5日—），本名張鐵嶽，因為本名很難念且筆劃太多而取藝名青山，台灣著名國語流行音樂歌手，出生於福建沙縣，浙江諸暨人。

## 生涯
1945年出生于中国大陸浙江省诸暨县的军人家庭，父亲是位军人，母亲是位典型的家庭主妇。6个月大的时候，正逢抗战胜利，一家人随着父亲的部队到了台湾，并在台湾落地生根。
青山的军人家庭较为保守，因此直到进了中学，青山被学校选上合唱团，才开始展露这方面的天赋。高中时期，青山进入台湾省立台北商业学校（今國立臺北商業大學）夜间部就读，白天则在陆军供应司令部（今陸軍後勤指揮部）上班，成为他生命的转折点。当时有一位音乐老师在听了他演唱的「偶然」，认为他是可造之材，一定要收他为徒，教他声乐同时练钢琴，为正式的音乐启蒙。
1965年，高中毕业后，青山原有意朝专业领域发展，他报考专业音乐科，可惜未能如愿。考入「幸福合唱团」，并加入「幸福唱片」灌录唱片。同年，青山在正声电台（今正聲廣播公司）节目中主持并主唱．这时青山决定放弃正统音乐的途径，于音乐中加入不少流行歌曲的元素，他以「我想忘了你」、「夏日恋情」两首歌，成为林福裕领导的幸福合唱团的团员，同年在正声电台「我为你歌唱」节目主持并演唱。
1966年进入军中服役，成为憲兵司令部宪光艺工队的一员。
1968年5月退伍之后，青山与丽歌唱片签约，随后被介绍给台视《群星会》制作人慎芝；6月，青山在丽声歌厅演唱。慎芝非常欣赏青山的歌艺，除了不断邀他上《群星會》，并安排他与范婉曲搭档，两人最后成为大众嘱目的歌唱情侣。
1969年，青山第一次出国表演。青山大部分的成名曲都是在丽歌唱片灌录，虽然之后他转到生产量更大的海山唱片发展，但成绩未若现歌时期出色；离开海山之后，青山未再与国内任何一家唱片公司签约，并远赴国外演唱。
1970年，参加《风流表哥俏表妹》、《痴心的人》、《退票新娘》、《福禄寿》、《添福添寿》、《不要让太太知道》等电影演出，并客串《新骗术奇谈》、《歌迷小姐》等影片。
1972年，主持台视《群星会》，前后大约五年。1987年，因为母亲过世，淡出歌坛。
1994年11月，与吴静娴在正声电台主持《我为你歌唱》，重返演艺圈，后来经常在香港参加「怀旧金曲」演唱。
1995年，3月参加《群星颂》演唱会，是复出后首次在台湾演出，曾主持华视老歌节目《劲歌金曲五十年》、1996年華視中秋節特別節目《中秋月光晚會》。
2002年，与胡锦、凌波主演话剧《梁祝》，演绎老师角色。
2004年10月，首次去中國大陆，在上海兰心剧院开个人演唱会。代表歌曲有「泪的小花」、「太湖船」、「寻梦园」、「明日天涯」等。
2008年10月20及21日，在香港文化中心举行了两场《青山金曲当年情2008演唱会》以纪念他来港演唱达40年。
2010年3月29日及30日，在香港文化中心音樂廳舉行《青山世紀情懷金曲演唱會》。
2017年4月16日，与张帝、李亚萍、黄清元、杨小萍、以及樱花，在香港九龙湾国际展贸中心举行《世纪好歌金曲演唱会2》。
青山从小就喜欢唱歌。青山具有抒情而雄浑的男性嗓音他的歌声曾风靡海内外。歌唱了40余年，这位乐坛常青树实至名归。青山是20世纪1970、1980年代红透港、台、澳地区及全球华人聚居区的台湾流行歌手，与当时的邓丽君、刘文正等歌手齐名。对当时国语流行音乐的发展起到了重要的作用。
2019年，四月與張帝、冉肖玲舉行《世紀好歌金曲》演唱會。

## 歌曲
- 高山青
- 把握人生的方向
- 淚的小花
- 愛你愛在心坎裡
- 綠島小夜曲
- 尋夢園
- 太湖船
- 杏花溪之戀（與婉曲合作）
- 一條橋（與婉曲合作）
- 前程萬里
- 凱旋歌
- 群星頌
- 明日天涯
- 青春鼓王
- 不要拋棄我
- 郎尼路加（靜儀合作）
- 相逢夕陽下（與龍飄飄合作）

## 電影
- 《風流表哥俏表妹》
- 《不要讓太太知道》
- 《郎變了》
- 《騙術奇譚》

## 外部連結
- 猪哥会社990501訪問青山下半段
- 「搜搜音樂」網站上青山的資料